# Liga Mexicana del Pacífico 1962-63
La Temporada 1962-63 de la Liga Mexicana del Pacífico fue la 5.ª edición y comenzó el 19 de octubre de 1962.
Esta temporada fue de trascendencia histórica, pues el número de equipos alcanzó la cifra de seis al incluirse los equipos de Mayos de Navojoa y Cañeros de Los Mochis.
Los Cañeros debutaron en el “Fernando M. Ortíz” de Hermosillo, con un equipo bastante débil, que recibieron una tunda de 11-0, pero lo más negativo fue que cometieron 10 errores, que sigue siendo marca para temporada regular y para juego inaugural. 
Como el estadio, que más tarde le dieron el nombre de “Emilio Ibarra Almada”, lo estaban ampliando, las dos primeras series que se llevaron a cabo en fines de semana, lo hicieron jugando de visitantes, perdieron por limpia ante Naranjeros y Ostioneros. 
Poco a poco, fueron haciendo contrataciones que le dieron otro cambio al equipo. Ganaron la segunda vuelta, pero perdieron la final ante Guaymas, ganando el primero y perdiendo los siguientes tres. Fue una temporada positiva para aquellos Cañeros de Los Mochis, quienes en su debut llegaron a su primera serie final la cual no fue de fortuna al caer ante los Ostioneros de Guaymas.
En esta temporada se presentaron dos juegos sin hit ni carrera y un juego sin hit con carrera, que consiguieron los equipos de Naranjeros y Rieleros.
La temporada finalizó el 24 de febrero de 1963, con la coronación de los Ostioneros de Guaymas al vencer en la serie final 3-1 a los Cañeros de Los Mochis.

## Sistema de competencia

### Temporada regular
La temporada regular se dividió en dos vueltas, cada vuelta estuvo integrada de 30 juegos, abarcando un total de 60 juegos a disputarse para cada uno de los cuatro clubes.

### Final
En caso de que el mismo equipo terminara de líder en las dos vueltas sería proclamado campeón, si los clubes líderes en cada mitad fueran distintos se jugaría una serie final por el campeonato a ganar 3 de 5 juegos.

## Calendario
- Número de Series: 20 series
- Número de Juegos: 20 series x 3 juegos = 60 juegos

## Datos sobresalientes
- Miguel Sotelo lanza un juego sin hit ni carrera el 8 de diciembre de 1962, con Naranjeros de Hermosillo en contra de Mayos de Navojoa, siendo el número 2 de la historia de la LMP.
- Alfredo Mariscal lanza un juego sin hit con carrera el 15 de diciembre de 1962, con Rieleros de Empalme en contra de Cañeros de Los Mochis, siendo el número 2 de la historia de la LMP.
- Blas Arredondo lanza un juego sin hit ni carrera el 9 de febrero de 1963, con Naranjeros de Hermosillo en contra de Mayos de Navojoa, siendo el número 3 de la historia de la LMP.

## Equipos participantes
| Liga Mexicana del Pacífico 1962-63 |           |                    |                        |                         |           |
| Equipo                             | Fundación | Mánager            | Ciudad                 | Estadio                 | Capacidad |
| Cañeros de Los Mochis              | 1947      | Guillermo Garibay  | Los Mochis, Sinaloa    | Mochis                  | 6,000     |
| Mayos de Navojoa                   | 1950      | Tomas Herrera      | Navojoa, Sonora        | Revolución              | 3,200     |
| Naranjeros de Hermosillo           | 1944      | Virgilio Arteaga   | Hermosillo, Sonora     | Fernando M. Ortiz       | 5,000     |
| Ostioneros de Guaymas              | 1945      | Guillermo Frayde   | Guaymas, Sonora        | "Abelardo L. Rodríguez" | 5,000     |
| Rieleros de Empalme                | 1948      | Miguel Gaspar      | Empalme, Sonora        | Estrellas Empalmenses   | ***       |
| Yaquis de Ciudad Obregón           | 1947      | Luis Montes de Oca | Ciudad Obregón, Sonora | Álvaro Obregón          | ***       |

## Standings

### Primera Vuelta
| Equipos                  | JJ | JG | JP | JE | JV  | PCT  |
| ------------------------ | -- | -- | -- | -- | --- | ---- |
| Ostioneros de Guaymas    | 31 | 19 | 11 | 1  | -   | .633 |
| Yaquis de Ciudad Obregón | 32 | 15 | 15 | 2  | 4.0 | .500 |
| Naranjeros de Hermosillo | 30 | 15 | 15 | -  | 4.0 | .500 |
| Cañeros de Los Mochis    | 32 | 15 | 15 | 2  | 4.0 | .500 |
| Mayos de Navojoa         | 31 | 13 | 17 | 1  | 6.0 | .433 |
| Rieleros de Empalme      | 32 | 13 | 17 | 2  | 6.0 | .433 |

| Campeón de la primera vuelta |

### Segunda Vuelta
| Equipos                  | JJ | JG | JP | JE | JV  | PCT  |
| ------------------------ | -- | -- | -- | -- | --- | ---- |
| Cañeros de Los Mochis    | 30 | 18 | 12 | -  | -   | .600 |
| Naranjeros de Hermosillo | 30 | 16 | 14 | -  | 2.0 | .533 |
| Yaquis de Ciudad Obregón | 31 | 15 | 15 | 1  | 2.5 | .500 |
| Rieleros de Empalme      | 32 | 15 | 15 | 2  | 3.0 | .500 |
| Ostioneros de Guaymas    | 31 | 13 | 17 | 1  | 4.5 | .433 |
| Mayos de Navojoa         | 32 | 13 | 17 | 2  | 5.0 | .433 |

| Campeón de la segunda vuelta |

### General
| Equipos                  | JJ | JG | JP | JE | JV  | PCT  |
| ------------------------ | -- | -- | -- | -- | --- | ---- |
| Cañeros de Los Mochis    | 62 | 33 | 27 | 2  | -   | .550 |
| Ostioneros de Guaymas    | 62 | 32 | 28 | 2  | 1.0 | .533 |
| Naranjeros de Hermosillo | 60 | 31 | 29 | -  | 2.0 | .516 |
| Yaquis de Ciudad Obregón | 63 | 30 | 30 | 3  | 2.5 | .500 |
| Rieleros de Empalme      | 64 | 28 | 32 | 4  | 4.0 | .467 |
| Mayos de Navojoa         | 63 | 26 | 34 | 3  | 6.5 | .433 |

| Avanzan a la final |

## Serie por el Título

### Serie Final
| Equipos               | JJ | JG | JP | JE | JV  | PCT  |
| --------------------- | -- | -- | -- | -- | --- | ---- |
| Ostioneros de Guaymas | 4  | 3  | 1  | -  | -   | .750 |
| Cañeros de Los Mochis | 4  | 1  | 3  | -  | 2.0 | .250 |

| Campeón |

## Cuadro de Honor
| Equipos                  | Posición   |
| ------------------------ | ---------- |
| Ostioneros de Guaymas    | Campeón    |
| Cañeros de Los Mochis    | Subcampeón |
| Naranjeros de Hermosillo | 3° Lugar   |
| Yaquis de Ciudad Obregón | 4° Lugar   |
| Rieleros de Empalme      | 5° Lugar   |
| Mayos de Navojoa         | 6° Lugar   |

## Designaciones
A continuación se muestran a los jugadores más valiosos de la temporada.
| Designación         | Ganador          | Equipo                   |
| ------------------- | ---------------- | ------------------------ |
| Jugador Más Valioso | Héctor Espino    | Naranjeros de Hermosillo |
| Pitcher del Año     | Miguel Sotelo    | Naranjeros de Hermosillo |
| Novato del año      | Alfredo Mariscal | Rieleros de Empalme      |
| Mánager del Año     | Guillermo Frayde | Ostioneros de Guaymas    |
| Mánager Campeón     | Guillermo Frayde | Ostioneros de Guaymas    |
| Campeón de Bateo    | Héctor Espino    | Naranjeros de Hermosillo |
| Campeón de Pitcheo  | Arturo Cacheux   | Ostioneros de Guaymas    |